# Matteo Biscossi
Matteo Biscossi (Roma, 14 novembre 1998) è un giocatore di calcio a 5 italiano, laterale o pivot della Lazio e della Nazionale di calcio a 5 dell'Italia.

## Carriera

### Club

#### Lazio
Muove i suoi primi passi nel calcio a 5 nello "Sporting Club Marconi" a 15 anni. Successivamente passa alla Lazio Calcio a 5. Nella stagione 2016-17, giocata principalmente nella categoria under 19, riceve la sua prima convocazione in Serie A contro il Latina, senza però scendere in campo.
Nelle stagioni successive, viene promosso in prima squadra, riuscendo così a segnare il primo gol tra i professionisti il primo ottobre 2017 nella sconfitta per 1-3 contro il Real Rieti. A fine stagione 2018-19, in seguito alla sconfitta nei play-out contro l'Arzignano, la squadra capitolina retrocede in Serie A2.
L'annata seguente in Serie A2, si rivela molto positiva per il talento biancoceleste (molto meno per la squadra laziale, riuscita a salvarsi per poco). A fine stagione, interrotta a causa della pandemia di covid-19, saranno ben 20 i gol, di cui molti decisivi come il tiro libero calciato a 1 secondo dalla fine, decidendo così il derby con la Roma.

#### Cybertel Aniene
Il 19 giugno 2020 viene ceduto alla Cybertel Aniene, club romano militante in Serie A. Il 9 ottobre fa il suo esordio con i gialloneri, nella partita pareggiata 3-3 contro il CMB Matera.

### Nazionale
Il 31 marzo 2019 riceve la sua prima convocazione con la nazionale maggiore, in occasione delle amichevoli contro Bosnia ed Erzegovina e Argentina. Il 14 aprile successivo esordisce nella gara pareggiata per 3-3 contro i sudamericani.

## Statistiche

### Presenze e reti nei club
| Stagione  | Squadra         | Campionato | Campionato | Campionato | Coppe nazionali | Coppe nazionali | Coppe nazionali | Totale | Totale | Totale |
| Stagione  | Squadra         | Comp       | Pres       | Reti       | Comp            | Pres            | Reti            | Pres   | Reti   |        |
| --------- | --------------- | ---------- | ---------- | ---------- | --------------- | --------------- | --------------- | ------ | ------ | ------ |
| 2017-2018 | Lazio c5        | A          | 22+2       | 1+1        | CdD             | 3               | 0               | 27     | 2      |        |
| 2018-2019 | Lazio c5        | A          | 19+2       | 4+0        | CdD+CI          | 1+2             | 0+1             | 24     | 5      |        |
| 2019-2020 | Lazio c5        | A2         | 19         | 20         | CdD             | 3               | 4               | 22     | 24     |        |
| 2020-2021 | Aniene          | A          | 24+2       | 9+1        | CI              | 1               | 0               | 27     | 10     |        |
| 2021-2022 | Lazio           | A2         | 7          | 7          | CdD             | -               | -               | 7      | 7      |        |
| 2022-2023 | Ecocity Genzano | A2         | 2          | 0          | CdD             | -               | -               | 2      | 0      |        |